# 佐渡寧子
佐渡 寧子（Yasuko  Sado）10月26日 - ）は、神奈川県横浜市出身の女優、歌手。所属事務所は、レジェンド・タレント・エージェンシー（2022年1月からは業務委託）。

## 経歴
フェリス女学院短期大学音楽科卒業卒業後、同大学ディプロマコース終了。終了時に優秀賞、三宅賞を受賞。二期会オペラ研究所（37期）に所属した後、1992年10月『ファンタスティックス』ヒロインで舞台デビュー。『レ・ミゼラブル』コゼット役、『回転木馬』日本初演のキャリー役、『王様と私』タプティム役などの東宝ミュージカルの舞台でメインキャストとして舞台に立つ。
シンガーソングライターの小椋佳から抜擢され、『歌談の会』のゲストとして全国各地でのコンサートに参加。また、ニッポン放送のラジオ番組『小椋佳・夢中真っ最中』でアシスタントを務め、CMソングも担当するなど経験した。小椋佳による創作舞台『ぶんざ』ではヒロイン・几帳大夫を演じた。
2002年、劇団四季に入団。翌2003年に『ミュージカル異国の丘』の宋 愛玲役で四季初舞台を踏む。その後も『アイーダ』の主役のひとりアムネリス役で初演キャストを務めるなど、大役での出演が続き四季の中心女優の1人として活動。代表作に『オペラ座の怪人』クリスティーヌ役、『CATS』のグリザベラ役、『アスペクツオブラブ』ローズ役、『ジーザス・クライスト＝スーパースター』マリア役などがある。
2009年末、劇団四季を退団。同劇団所属俳優のビョン・ホギル（青井緑平）と結婚。
2010年6月、外部出演として『CATS』のグリザベラ役で四季の舞台に立った。
2011年3月から本格的に劇団四季に復帰し、同月21日に大阪で開幕した『アイーダ』では再びアムネリスを演じている。
2015年末で劇団四季を退団。およそ15年に渡り 毎年200ステージ以上の舞台に立った。
現在も舞台やライブで活動する傍ら、恩師・中村哮夫と共に【近代戯曲研究会】を主宰し 後進の指導に当たっている。OSK日本歌劇団、テアトルアカデミー等で声楽講師も務め、また様々な舞台の歌唱指導者としても活動している。
2020年4月より昭和音楽大学音楽芸術運営学科ミュージカルコースの講師に就任。【Studio G−breath】を主宰。

## 出演作品

### 劇団四季時代
- アイーダ（アムネリス）
- ミュージカル異国の丘（宋愛玲）
- オペラ座の怪人（クリスティーヌ・ダーエ）
- ジーザス・クライスト・スーパースター（マグダラのマリア）
- キャッツ（グリザベラ）
- アスペクツオブラブ（ローズ・ビベール）